# Isla Apiao Airport
Isla Apiao Airport är en flygplats i Chile.   Den ligger i provinsen Provincia de Chiloé och regionen Región de Los Lagos, i den södra delen av landet, 1 000 km söder om huvudstaden Santiago de Chile. Isla Apiao Airport ligger 45 meter över havet. Den ligger på ön Isla Apiao.
Terrängen runt Isla Apiao Airport är platt. Havet är nära Isla Apiao Airport åt nordost. Trakten är glest befolkad. 